# Anchusa crispa
Anchusa crispa es una especie de plantas con flores perteneciente a la familia Boraginaceae. Se encuentran en Francia e Italia. Su hábitat natural son las regiones del mediterráneo con matorrales y suelos arenosos. Está tratada en peligro de extinción por pérdida de hábitat.

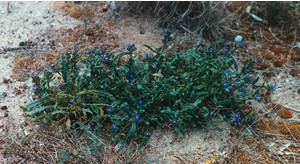
Vista de la planta

## Descripción
Los tallos alcanzan una altura de entre 10 y 35 cm y tiene un hábito rastrero. Están cubiertas con pequeñas cerdas y un número de relativamente largos pelos. Las hojas son largas, entre 5 y 10 cm, lanceoladas, con márgenes ondulados y finamente dentadas. Las flores se agrupan en inflorescencias que se desarrollan durante el período comprendido entre marzo y junio. La corola es tubular y tiene un color que va desde el púrpura al azul, en función de la edad de las flores. El fruto es un aquenio muy pequeño.

## Distribución y hábitat
Es una planta endémica de Cerdeña y Córcega. Su hábitat está representado por las dunas de arena naturales de alta salinidad en las inmediaciones de la costa, a lo largo del borde superior de la playa. A veces se asocia con Agropyron junceum y Ammophila arenaria.

## Taxonomía
Anchusa crispa fue descrita por Domenico Viviani  y publicado en Fl. Cors. Prodr. App.: 1 1825.
Etimología
Anchusa: nombre genérico del latín anchusa para una planta utilizada como cosmético o como emoliente para calmar y suavizar la piel.
crispa: epíteto latino que significa "rizada".
Sinonimia
- Anchusa capellii Moris [1828, Stirp. Sard. Elench., 2: 6]
- Anchusa hybrida subsp. capellii (Moris) Nyman [1881, Consp. Fl. Eur.: 511]
- Anchusa capellii (Moris) Arcang.[6]
- Anchusa littorea Moris
- Anchusa sardoa (Illario) Selvi & Bigazzi
- Anchusa undulata subsp. capellii (Moris) Vals.
- Lycopsis crispa Bertol.[7]